# Mirmanda (Droma)
Mirmanda (en francès Mirmande) és un municipi francès situat al departament de la Droma i a la regió d'Alvèrnia-Roine-Alps. L'any 2007 tenia 502 habitants.

## Demografia

### Població
El 2007 la població de fet de Mirmande era de 502 persones. Hi havia 218 famílies de les quals 68 eren unipersonals (40 homes vivint sols i 28 dones vivint soles), 63 parelles sense fills, 67 parelles amb fills i 20 famílies monoparentals amb fills.
La població ha evolucionat segons el següent gràfic:
Habitants censats

### Habitatges
El 2007 hi havia 333 habitatges, 221 eren l'habitatge principal de la família, 101 eren segones residències i 11 estaven desocupats. 301 eren cases i 21 eren apartaments. Dels 221 habitatges principals, 167 estaven ocupats pels seus propietaris, 41 estaven llogats i ocupats pels llogaters i 13 estaven cedits a títol gratuït; 3 tenien una cambra, 17 en tenien dues, 38 en tenien tres, 31 en tenien quatre i 133 en tenien cinc o més. 169 habitatges disposaven pel capbaix d'una plaça de pàrquing. A 103 habitatges hi havia un automòbil i a 109 n'hi havia dos o més.

### Piràmide de població
La piràmide de població per edats i sexe el 2009 era:
| Homes | Edats   | Dones |
| ----- | ------- | ----- |
| 0     | 95 o +  | 0     |
| 4     | 90 a 94 | 4     |
| 12    | 85 a 89 | 4     |
| 4     | 80 a 84 | 0     |
| 4     | 75 a 79 | 24    |
| 12    | 70 a 74 | 8     |
| 12    | 65 a 69 | 16    |
| 4     | 60 a 64 | 4     |
| 24    | 55 a 59 | 20    |
| 8     | 50 a 54 | 20    |
| 24    | 45 a 49 | 24    |
| 16    | 40 a 44 | 16    |
| 16    | 35 a 39 | 20    |
| 16    | 30 a 34 | 32    |
| 20    | 25 a 29 | 12    |
| 8     | 20 a 24 | 4     |
| 8     | 15 a 19 | 20    |
| 32    | 10 a 14 | 12    |
| 20    | 5 a 9   | 20    |
| 12    | 0 a 4   | 16    |

## Economia
El 2007 la població en edat de treballar era de 321 persones, 226 eren actives i 95 eren inactives. De les 226 persones actives 197 estaven ocupades (104 homes i 93 dones) i 29 estaven aturades (14 homes i 15 dones). De les 95 persones inactives 38 estaven jubilades, 23 estaven estudiant i 34 estaven classificades com a «altres inactius».

### Ingressos
El 2009 a Mirmande hi havia 229 unitats fiscals que integraven 548 persones, la mediana anual d'ingressos fiscals per persona era de 18.942 €.

### Activitats econòmiques
Dels 44 establiments que hi havia el 2007, 1 era d'una empresa alimentària, 3 d'empreses de fabricació d'altres productes industrials, 12 d'empreses de construcció, 5 d'empreses de comerç i reparació d'automòbils, 4 d'empreses d'hostatgeria i restauració, 2 d'empreses d'informació i comunicació, 3 d'empreses financeres, 4 d'empreses immobiliàries, 6 d'empreses de serveis, 3 d'entitats de l'administració pública i 1 d'una empresa classificada com a «altres activitats de serveis».
Dels 12 establiments de servei als particulars que hi havia el 2009, 1 era un taller de reparació d'automòbils i de material agrícola, 4 paletes, 1 guixaire pintor, 1 fusteria, 1 electricista, 1 empresa de construcció, 1 restaurant i 2 agències immobiliàries.
L'únic establiment comercial que hi havia el 2009 era una fleca.
L'any 2000 a Mirmande hi havia 26 explotacions agrícoles que ocupaven un total de 375 hectàrees.

## Equipaments sanitaris i escolars
El 2009 hi havia una escola elemental integrada dins d'un grup escolar amb les comunes properes formant una escola dispersa.

## Poblacions més properes
El següent diagrama mostra les poblacions més properes.